# Inu ni Namae wo Tsukeru hi
Inu ni Namae wo Tsukeru hi (犬に名前をつける日) é um docudrama japonês realizado, escrito e produzido por Akane Yamada e protagonizado por Satomi Kobayashi. Estreou-se no Japão a 31 de outubro de 2015 e em Macau a 25 de agosto de 2016.

## Elenco
- Satomi Kobayashi como Kanami Kuno
- Nobuko Shibuya
- Takaya Kamikawa como Yusuke Maeda
- Nakatani Hyakuri
- Mie Yoshida como vice-presidente da Chibawan
- Satoshi Fujii
- Misato Aoyama
- Saori Imamura